# Eurocup Formula Renault 2.0 2005

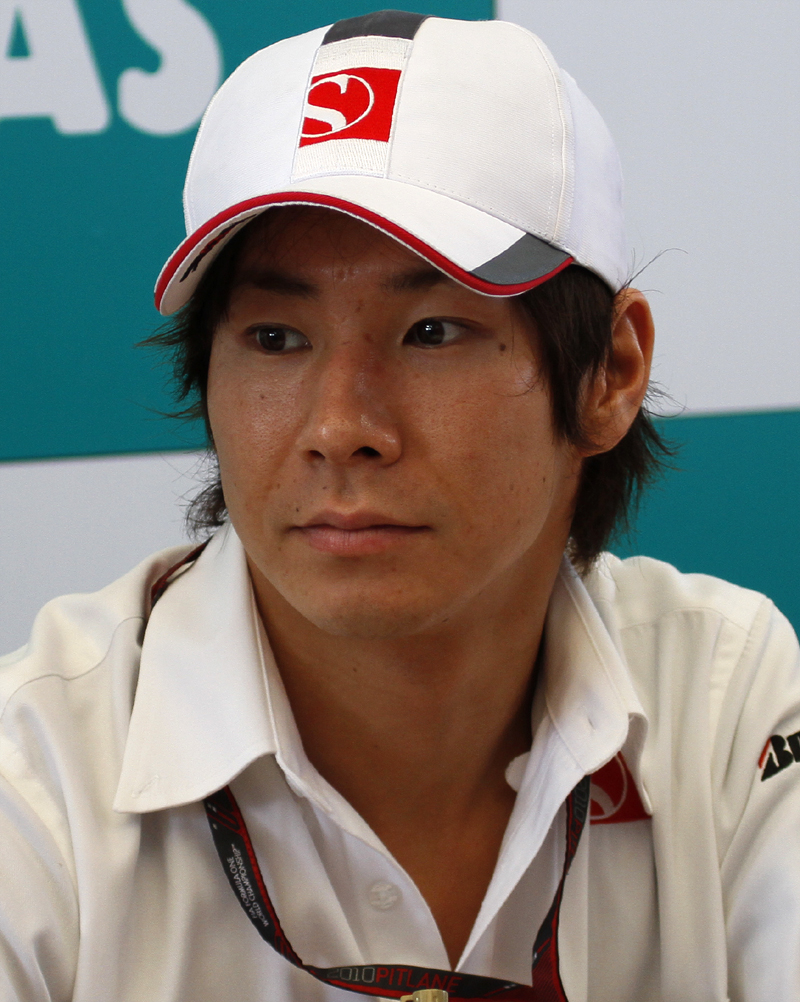
Kamui Kobayashi, champion de l'édition 2005 de l'Eurocup Formula Renault 2.0.

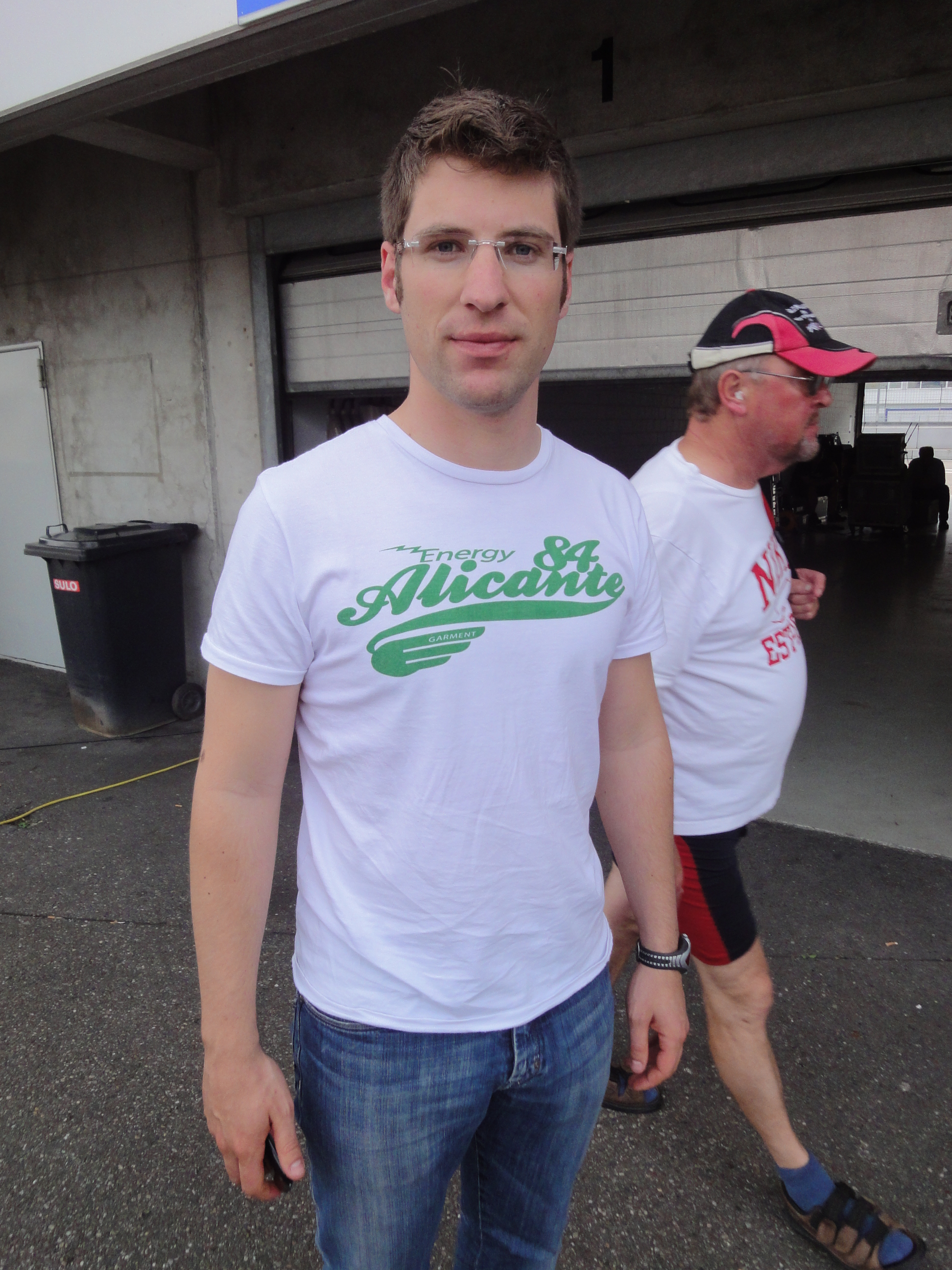
Michael Ammermüller, vice-champion de l'édition 2005 de l'Eurocup Formula Renault 2.0.

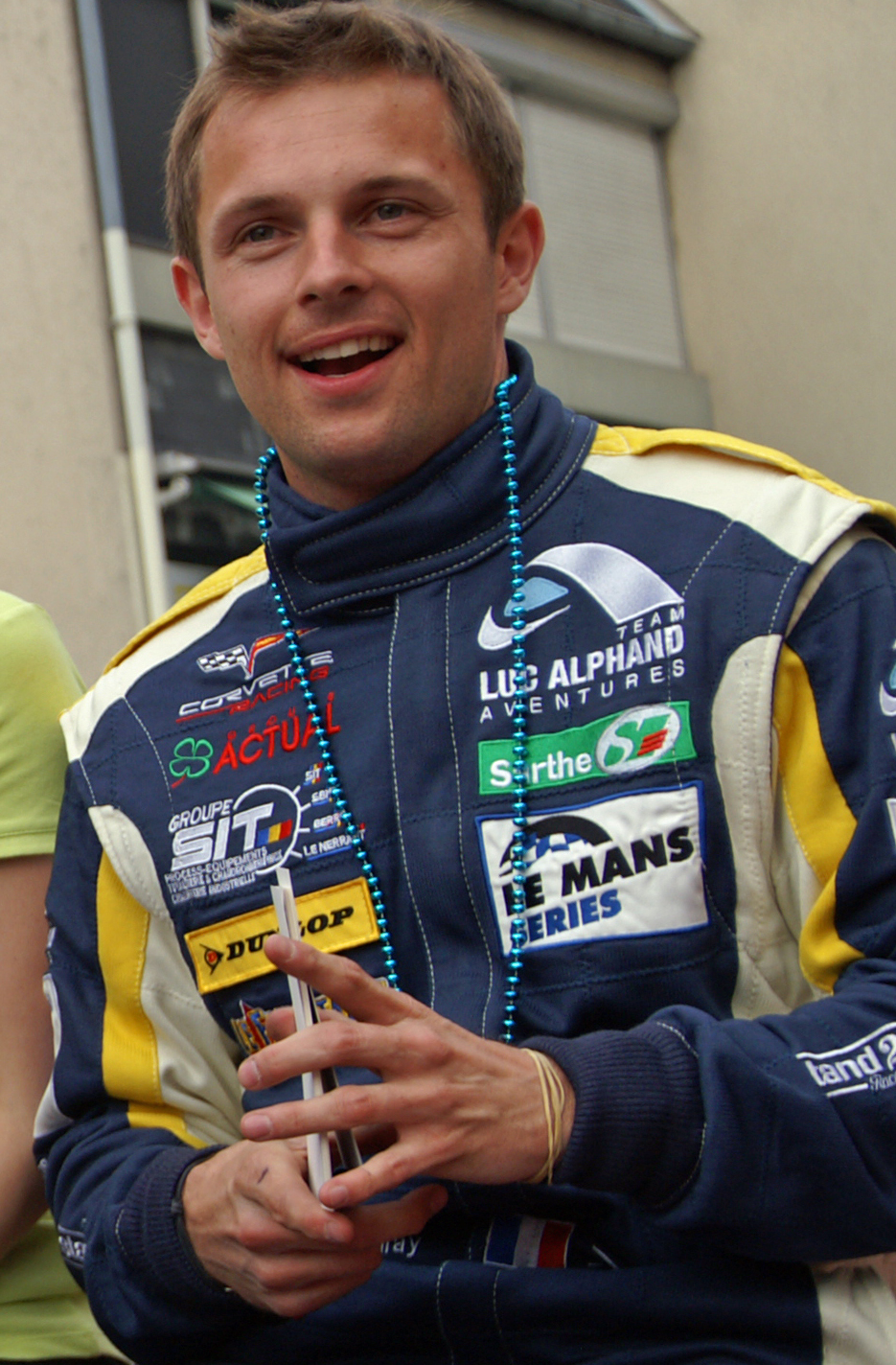
Yann Clairay complète le podium du classement final de l'édition 2005 de l'Eurocup Formula Renault 2.0.

La saison 2005 de l'Eurocup Formula Renault 2.0 se déroule au sein des World Series by Renault du 29 avril au 29 octobre 2005. La saison se déroule sur huit meetings, qui comprennent deux courses de trente minutes chacune.
Le pilote japonais Kamui Kobayashi s'impose à six reprises (Circuit Bugatti, Oschersleben, Estoril, Monza et doublé à Donington Park) et s'adjuge le titre de champion lors du dernier meeting. Malgré une forte domination lors de la première moitié de saison, avec cinq victoires, deux podiums et une sixième place, Michael Ammermüller connait une fin de saison chaotique avec quatre abandons, dont trois consécutifs en toute fin de saison. Yann Clairay termine à la troisième place du championnat, avec trois victoires.
Les résultats de ce dernier et de Carlo Van Dam, quatrième, permettent à SG Formula de s'emparer du titre écurie.

## Engagés
| Écurie                                     | #  | Pilote                  | Courses   |
| ------------------------------------------ | -- | ----------------------- | --------- |
| Motopark Academy                           | 1  | Filipe Albuquerque      | 1–2, 4–8  |
| Motopark Academy                           | 2  | Matías Milla            | 1         |
| Motopark Academy                           | 3  | Teemu Nyman             | Tous      |
| Motopark Academy                           | 38 | John Michael Edwards    | 3–8       |
| Comtec Racing                              | 4  | Westley Barber          | 1–4       |
| Comtec Racing                              | 5  | Pippa Mann              | Tous      |
| Comtec Racing                              | 63 | Gustavo Sondermann      | 6         |
| Mr Glow Motorsport                         | 6  | Junior Strous           | Tous      |
| Epsilon Euskadi                            | 7  | Bertrand Baguette       | Tous      |
| Epsilon Euskadi                            | 8  | Juan Antonio del Pino   | Tous      |
| Epsilon Euskadi                            | 35 | Jaime Alguersuari       | 8         |
| Graff Racing                               | 9  | Julien Canal            | Tous      |
| Graff Racing                               | 14 | Hiroyuki Matsumura      | Tous      |
| Graff Racing                               | 54 | Nicolas Prost           | 1–2       |
| Graff Racing                               | 55 | Ulric Amado de Carvalho | 2         |
| Graff Racing                               | 57 | Bruce Lorgère-Roux      | 2         |
| Jenzer Motorsport                          | 10 | Federico Montoya        | Tous      |
| Jenzer Motorsport                          | 11 | Michael Ammermüller     | Tous      |
| Jenzer Motorsport                          | 12 | Adrian Zaugg            | Tous      |
| Jenzer Motorsport                          | 18 | Walter Grubmüller       | Tous      |
| Jenzer Motorsport                          | 19 | David Oberle            | 1, 3–8    |
| Prema Powerteam                            | 15 | Kamui Kobayashi         | Tous      |
| Prema Powerteam                            | 20 | Patrick Rocha           | Tous      |
| Prema Powerteam                            | 21 | Tom Dillmann            | 1–3       |
| Prema Powerteam                            | 67 | Mihai Marinescu         | 7–8       |
| Lukoil Racing Team                         | 16 | Mikhaïl Alechine        | 1–2, 4–7  |
| Lukoil Racing Team                         | 17 | Sergueï Afanassiev      | 1–2, 4–8  |
| Cram Competition                           | 21 | Tom Dillmann            | 4–5       |
| Cram Competition                           | 26 | Reinhard Kofler         | 1–2       |
| Cram Competition                           | 27 | Daniel Serra            | Tous      |
| Cram Competition                           | 62 | Ben Hanley              | 6         |
| Cram Competition                           | 66 | Giancarlo Serenelli     | 7–8       |
| JD Motorsport                              | 22 | Carlos Iaconelli        | 1         |
| JD Motorsport                              | 23 | Marcello Puglisi        | 1         |
| JD Motorsport                              | 24 | Xavier Maassen          | Tous      |
| JD Motorsport                              | 37 | Allan Hellmeister       | 6–8       |
| [[Koiranen GP\|]] Koiranen Bros Motorsport | 25 | Atte Mustonen           | 1–2, 4–6  |
| SL Formula Racing                          | 28 | Dima Raikhlin           | 1–7       |
| SL Formula Racing                          | 29 | Cyndie Allemann         | 1–2, 4–8  |
| Team Formula Sport                         | 30 | Kasper Andersen         | Tous      |
| Pons Racing                                | 31 | Dani Clos               | Tous      |
| Pons Racing                                | 32 | Miguel Molina           | Tous      |
| SG Formula                                 | 33 | Carlo Van Dam           | Tous      |
| SG Formula                                 | 34 | Yann Clairay            | Tous      |
| SG Formula                                 | 52 | Romain Grosjean         | 1–2, 7–8  |
| SG Formula                                 | 53 | Franck Mailleux         | 1–3       |
| SG Formula                                 | 56 | Julien Jousse           | 3, 7–8    |
| SG Formula                                 | 58 | Johan Charpilienne      | 3         |
| AR Motorsport                              | 37 | Allan Hellmeister       | 1–5       |
| AR Motorsport                              | 5? | Carlos Iaconelli        | 2         |
| Euronova Racing                            | 51 | Jérôme d'Ambrosio       | 1         |
| Euronova Racing                            | 64 | Alberto Costa           | 7–8       |
| Euronova Racing                            | 65 | Marco Frezza            | 7–8       |
| Epsilon Sport                              | 59 | Pierre Ragues           | 2–3, 5, 7 |
| RP Motorsport                              | 68 | Davide Valsecchi        | 8         |
| Alan Racing                                | 69 | Mauro Massironi         | 8         |
| Twincam Motorsport                         | 70 | Oliver Campos-Hull      | 8         |
| BVM Racing                                 | 71 | Frederico Muggia        | 8         |
| BVM Racing                                 | 72 | Gary Cester             | 8         |
| BVM Racing                                 | 73 | Luca Persiani           | 8         |

## Règlement sportif
- Chaque week-end de compétition comporte deux courses.
- L'attribution des points s'effectue selon le barème 15, 12, 10, 8, 6, 5, 4, 3, 2, 1 dans les deux courses du week-end
- Un point est attribué pour l'auteur d'une pole position.

## Courses de la saison 2006
| Manche | Manche | Circuit                         | Date         | Pole Position       | Meilleur tour       | Vainqueur           | Écurie            |
| ------ | ------ | ------------------------------- | ------------ | ------------------- | ------------------- | ------------------- | ----------------- |
| 1      | R1     | Circuit de Zolder               | 30 avril     | Michael Ammermüller | Kamui Kobayashi     | Michael Ammermüller | Jenzer Motorsport |
| 1      | R2     | Circuit de Zolder               | 1er mai      | Michael Ammermüller | Michael Ammermüller | Michael Ammermüller | Jenzer Motorsport |
| 2      | R1     | Circuit Ricardo Tormo, Valencia | 4 juin       | Michael Ammermüller | Michael Ammermüller | Michael Ammermüller | Jenzer Motorsport |
| 2      | R2     | Circuit Ricardo Tormo, Valencia | 5 juin       | Michael Ammermüller | Adrian Zaugg        | Michael Ammermüller | Jenzer Motorsport |
| 3      | R1     | Circuit Bugatti, Le Mans        | 9 juillet    | Yann Clairay        | Kamui Kobayashi     | Kamui Kobayashi     | Prema Powerteam   |
| 3      | R2     | Circuit Bugatti, Le Mans        | 10 juillet   | Yann Clairay        | Bertrand Baguette   | Yann Clairay        | SG Formula        |
| 4      | R1     | Circuito Urbano Bilbao          | 16 juillet   | Michael Ammermüller | Michael Ammermüller | Michael Ammermüller | Jenzer Motorsport |
| 4      | R2     | Circuito Urbano Bilbao          | 17 juillet   | Adrian Zaugg        | Junior Strous       | Adrian Zaugg        | Jenzer Motorsport |
| 5      | R1     | Motorsport Arena Oschersleben   | 6 août       | Yann Clairay        | Kasper Andersen     | Kamui Kobayashi     | Prema Powerteam   |
| 5      | R2     | Motorsport Arena Oschersleben   | 7 août       | Michael Ammermüller | Michael Ammermüller | Michael Ammermüller | Jenzer Motorsport |
| 6      | R1     | Donington Park                  | 10 septembre | Kamui Kobayashi     | Kamui Kobayashi     | Kamui Kobayashi     | Prema Powerteam   |
| 6      | R2     | Donington Park                  | 11 septembre | Kamui Kobayashi     | Kamui Kobayashi     | Kamui Kobayashi     | Prema Powerteam   |
| 7      | R1     | Circuit d'Estoril               | 1er octobre  | Kamui Kobayashi     | Yann Clairay        | Kamui Kobayashi     | Prema Powerteam   |
| 7      | R2     | Circuit d'Estoril               | 2 octobre    | Yann Clairay        | Carlo Van Dam       | Yann Clairay        | SG Formula        |
| 8      | R1     | Autodromo Nazionale di Monza    | 22 octobre   | Kamui Kobayashi     | Kamui Kobayashi     | Kamui Kobayashi     | Prema Powerteam   |
| 8      | R2     | Autodromo Nazionale di Monza    | 23 octobre   | Yann Clairay        | Patrick Rocha       | Yann Clairay        | SG Formula        |

## Classement des pilotes
| Classement | Pilote                  | Pays           | Équipe                   | Nombre de points |
| ---------- | ----------------------- | -------------- | ------------------------ | ---------------- |
| 1er        | Kamui Kobayashi         | Japon          | Prema Powerteam          | 157              |
| 2e         | Michael Ammermüller     | Allemagne      | Jenzer Motorsport        | 149              |
| 3e         | Yann Clairay            | France         | SG Formula               | 125              |
| 4e         | Carlo Van Dam           | Pays-Bas       | SG Formula               | 100              |
| 5e         | Filipe Albuquerque      | Portugal       | Motopark Academy         | 63               |
| 6e         | Adrian Zaugg            | Afrique du Sud | Jenzer Motorsport        | 57               |
| 7e         | Junior Strous           | Pays-Bas       | Mr Glow Motorsport       | 43               |
| 8e         | Bertrand Baguette       | Belgique       | Epsilon Euskadi          | 43               |
| 9e         | Hiroyuki Matsumura      | Japon          | Graff Racing             | 33               |
| 10e        | Xavier Maassen          | Pays-Bas       | JD Motorsport            | 32               |
| 11e        | Allan Hellmeister       | Belgique       | JD Motorsport            | 31               |
| 12e        | Romain Grosjean         | France         | SG Formula               | 28               |
| 13e        | Patrick Rocha           | Brésil         | Prema Powerteam          | 26               |
| 14e        | Reinhard Kofler         | Autriche       | Cram Competition         | 25               |
| 15e        | Jérôme d'Ambrosio       | Belgique       | Euronova Racing          | 22               |
| 16e        | Julien Canal            | France         | Graff Racing             | 17               |
| 17e        | Daniel Serra            | Brésil         | Cram Competition         | 17               |
| 18e        | Westley Barber          | Royaume-Uni    | Comtec Racing            | 16               |
| 19e        | Kasper Andersen         | Danemark       | Team Formula Sport       | 16               |
| 20e        | Atte Mustonen           | Finlande       | Koiranen Bros Motorsport | 13               |
| 21e        | Julien Jousse           | France         | SG Formula               | 12               |
| 22e        | Dima Raikhlin           | Allemagne      | SL Formula Racing        | 11               |
| 23e        | Teemu Nyman             | Finlande       | Motopark Academy         | 10               |
| 24e        | Sergueï Afanassiev      | Russie         | Lukoil Racing Team       | 9                |
| 25e        | David Oberle            | Suisse         | Jenzer Motorsport        | 9                |
| 26e        | Franck Mailleux         | France         | SG Formula               | 5                |
| 27e        | Ulric Amado de Carvalho | Italie         | Graff Racing             | 4                |
| 28e        | Miguel Molina           | Espagne        | Pons Racing              | 3                |
| 29e        | Juan Antonio del Pino   | Espagne        | Epsilon Euskadi          | 3                |
| 30e        | Mikhaïl Alechine        | France         | Lukoil Racing Team       | 3                |
| 31e        | Pierre Ragues           | France         | Epsilon Sport            | 2                |
| 32e        | Dani Clos               | Espagne        | Pons Racing              | 2                |
| 33e        | Federico Montoya        | Colombie       | Jenzer Motorsport        | 1                |
| 34e        | Bruce Lorgère-Roux      | France         | Graff Racing             | 1                |
| 35e        | Gary Cester             | Italie         | BVM Racing               | 0                |
| 36e        | Johan Charpilienne      | France         | SG Formula               | 0                |
| 37e        | Alberto Costa           | Italie         | Euronova Racing          | 0                |

## Classement des écuries
| Classement | Équipe                   | Pays        | Nombre de points |
| ---------- | ------------------------ | ----------- | ---------------- |
| 1er        | SG Formula               | France      | 270              |
| 2e         | Jenzer Motorsport        | Suisse      | 216              |
| 3e         | Prema Powerteam          | Italie      | 182              |
| 4e         | Motopark Academy         | Allemagne   | 73               |
| 5e         | Graff Racing             | France      | 55               |
| 6e         | Epsilon Euskadi          | Espagne     | 46               |
| 7e         | Mr Glow Motorsport       | Pays-Bas    | 43               |
| 8e         | Cram Competition         | Italie      | 42               |
| 9e         | JD Motorsport            | Italie      | 38               |
| 10e        | AR Motorsport            | Pays-Bas    | 25               |
| 11e        | Euronova Racing          | Italie      | 22               |
| 12e        | Comtec Racing            | Royaume-Uni | 16               |
| 13e        | Team Formula Sport       | Danemark    | 16               |
| 14e        | Koiranen Bros Motorsport | Finlande    | 13               |
| 15e        | Lukoil Racing Team       | Russie      | 12               |
| 16e        | SL Formula Racing        | Allemagne   | 11               |
| 17e        | Pons Racing              | Espagne     | 5                |
| 18e        | Epsilon Sport            | France      | 2                |